# Peter Kleist
Peter von Kleist, född den 29 januari 1904 i Marienwerder, död den 6 november 1971 i München, var en tysk jurist, diplomat och Obersturmbannführer.
Kleist disputerade 1931 på avhandlingen Die völkerrechtliche Anerkennung Sowjetrußlands. Under senare delen av 1930-talet var han rådgivare åt Joachim von Ribbentrop och sonderade möjligheterna för en tysk-sovjetisk pakt, som blev verklighet i och med Molotov–Ribbentrop-pakten 1939. Efter Tysklands anfall på Sovjetunionen i juni 1941, Operation Barbarossa, blev Kleist rådgivare åt Alfred Rosenberg, chef för Riksministeriet för de ockuperade östområdena.
Åren 1945–1947 satt Kleist internerad. Under efterkrigstiden var han bland annat chefredaktör för Deutsche Soldaten-Zeitung, som senare ändrade namn till National-Zeitung, och medarbetare på tidskriften Nation und Europa.